# Synagoga w Kurkliai
Synagoga w Kurkliai – synagoga znajdująca się w miejscowości Kurkliai na Litwie. W 2014 roku została wpisana do litewskiego Rejestru Dóbr Kulltury (lit. Kultūros Vertybių Registras). 

## Historia
Na początku XX wieku w Kurkliai żyła duża społeczność żydowska. Przed II wojną światową mieszkało tu 90 Żydów. W 1935 roku rozpoczęto budowę synagogi na podstawie projektu Povilasa Jurenasa. Po 1945 roku synagogę wykorzystywano jako stodołę. W drugiej połowie XX wieku budynek został odrestaurowany, a od lat 90. nie jest wykorzystywany.